# Matti Kassila
Matti Kassila (Keuruu, 12 gennaio 1924 – Vantaa, 14 dicembre 2018) è stato un regista e sceneggiatore finlandese.

## Biografia
Raggiunse il successo e la popolarità tra gli anni 50 e 60 anche fuori dai confini nazionali. Sebbene sconosciuto in Italia i suoi film hanno partecipato a diversi festival internazionali europei.
Viene ricordato principalmente per aver diretto i 4 film dedicati al commissario Palmu creato dallo scrittore Mika Waltari.
Nella sua lunga carriera ha vinto ben 7 premi Jussi compreso quello alla carriera attribuitogli nel 2011.

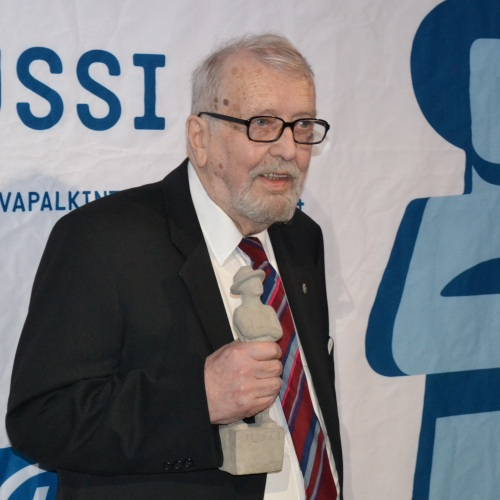

## Filmografia parziale
- Isäntä soittaa hanuria (1949)
- Professori Masa (1950)
- Maija löytää sävelen (1950)
- Lakeuksien lukko (1951)
- Radio tekee murron (1951)
- Radio tulee hulluksi (1952)
- Varsovan laulu (1953)
- Tyttö Kuunsillalta (1953)
- La settimana blu (Sininen viikko) (1954)
- Hilmanpäivät (1954)
- Isän vanha ja uusi (1955)
- Pastori Jussilainen (1955)
- Elokuu (1956)
- Kuriton sukupolvi (1957)
- Syntipukki (1957)
- Punainen viiva (1959)
- Lasisydän (1959)
- Il mistero Rygseck (Komisario Palmun erehdys) (1960)
- Tulipunainen kyyhkynen (1961)
- Kaasua, komisario Palmu! (1961)
- Tähdet kertovat, komisario Palmu (1962)
- Kolmen kaupungin kasvot (1963)
- Äl' yli päästä perhanaa (1968)
- Vodkaa, komisario Palmu (1969)
- Päämaja (1970)
- Aatamin puvussa ja vähän Eevankin (1971)
- Haluan rakastaa, Peter (1972)
- Meiltähän tämä käy (1973)
- Natalia (1979)
- Niskavuori (1984)
- Jäähyväiset presidentille (1987)
- Ihmiselon ihanuus ja kurjuus (1988)
- Kaikki pelissä (1994)